# Monte Carlo elsker Putin
Monte Carlo elsker Putin er en dansk tv-serie med radioværterne fra Monte Carlo på P3, Esben Bjerre Hansen og Peter Falktoft. De besøger Rusland i et forsøg at leve som præsident Vladimir Putin. I deres bestræbelser for at leve som Putin kommer de ud at skyde med AK47, flyve Jagerfly og Hanggliding.
Monte Carlo elsker Putin var nomineret til "Årets Danske Originale tv-program" til Zulu Awards 2013.